# زينزو نغوبي
زينزو نغوبي (بالإنجليزية: Zenzo Ngqobe)‏ هو ممثل جنوب أفريقي ولد في يوم 8 سبتمبر 1983 في بلدة ماهيكينغ في جنوب أفريقيا. مثل في العديد من الأفلام والمسلسلات مثل فيلم تسوتسي وفيلم المملكة المنسية ومسلسل النهر.